# Phép thuật (Phần 1)
Phần đầu tiên của series phim ăn khách Phép thuật. Được công chiếu vào tháng 10 năm 1998 đến tháng 5 năm 1999 tại Mỹ bao gồm tất cả 22 tập. Nó được phát hành dưới dạng DVD vào năm 2005 dưới dạng box-set và không có phần thêm.

## Tóm tắt nội dung
Sau khi được thừa hưởng ngôi nhà Halliwell từ bà ngoại của mình, ba chị em nhà Halliwell bao gồm Prue, Piper và Phoebe khám phá ra rằng họ là hậu duệ của dòng họ phù thủy Waren lâu đời thông qua một cuốn sách tên là "Book of Shadow" (Cuốn sách bóng tối). Họ cũng biết rằng họ có những phép thuật rất mạnh: Prue có khả năng dịch chuyển mọi thứ thông qua tâm trí, Piper có khả năng đóng băng thời gian còn Phoebe có khả năng đoán trước tương lai và nhìn được những gì xảy ra trong quá khứ. Trong phần một, họ dần dần làm quên với sức mạnh và cố gắng để kiểm soát nó.

Cá nhân mỗi người đã rất mạnh, tuy nhiên, còn một sức mạnh khác nếu như cả ba cùng hợp sức lại, được gọi là "The Power of Three" (sức mạnh của bộ ba). Sức mạnh đó có thể tiêu diệt được tà ác vào bảo vệ được người vô tội.

## Diễn viên

### Các diễn viên chính
- Shannen Doherty trong vai Prue Halliwell.
- Holly Marie Combs trong vai Piper Halliwell.
- Alyssa Milano trong vai Phoebe Halliwell.
- Ted "T.W." King trong vai Andy Trudeau.
- Dorian Gregory trong vai Darryl Morris.

### Các diễn viên phụ
- Brian Krause trong vai Leo Wyatt
- Jennifer Rhodes trong vai Penny Halliwell
- Finola Hughes trong vai Patty Halliwell
- Neil Roberts trong vai Rex Buckland
- Leigh-Allyn Baker trong vai Hannah Webster
- Shawn Christian trong vai Josh
- Cristine Rose trong vai Claire Pryce
- Carlos Gómez trong vai Inspector Rodriguez
- Billy Drago trong vai Barbas

## Các tập phim
| №  | #  | Tên                                           | Đạo diễn            | Kịch bản                                                       | Ngày chiếu (Mỹ)      | Mã      |
| -- | -- | --------------------------------------------- | ------------------- | -------------------------------------------------------------- | -------------------- | ------- |
| 1  | 1  | "Điều gì đó rất phép thuật đang đến"          | John T. Kretchmer   | Constance M. Burge                                             | 7 tháng 10 năm 1998  | 1498704 |
| 2  | 2  | "Giữ lấy sắc đẹp của mình"                    | John T. Kretchmer   | Brad Kern                                                      | 14 tháng 10 năm 1998 | 4398001 |
| 3  | 3  | "Cảm ơn vì đã không biến hình"                | Ellen Pressman      | Chris Levinson & Zack Estrin                                   | 21 tháng 10 năm 1998 | 4398003 |
| 4  | 4  | "Cuộc hẹn với người đã chết"                  | Richard Compton     | Javier Grillo-Marxuach                                         | 28 tháng 10 năm 1998 | 4398005 |
| 5  | 5  | "Phù thủy điều khiển những giấc mơ"           | Nick Marck          | Constance M. Burge                                             | 4 tháng 11 năm 1998  | 4398002 |
| 6  | 6  | "Đám cưới từ địa ngục"                        | Richard Ginty       | Greg Elliot & Michael Perricone                                | 11 tháng 11 năm 1998 | 4398004 |
| 7  | 7  | "Người chị em thứ tư"                         | Gilbert Adler       | Edithe Swensen                                                 | 18 tháng 11 năm 1998 | 4398006 |
| 8  | 8  | "Sự thật được phời bày…đau đớn lắm"           | James A. Contner    | Zack Estrin & Chris Levinson                                   | 25 tháng 11 năm 1998 | 4398007 |
| 9  | 9  | "Phù thủy trở lại"                            | Richard Denault     | Sheryl J. Anderson                                             | 16 tháng 12 năm 1998 | 4398008 |
| 10 | 10 | "Kẻ thèm khát phép thuật"                     | Mel Damski          | Brad Kern & Sheryl J. Anderson                                 | 13 tháng 1 năm 1999  | 4398009 |
| 11 | 11 | "Kỳ tích của Clay"                            | Kevin Inch          | Michael Perricone & Greg Elliot & Chris Levinson & Zack Estrin | 20 tháng 1 năm 1999  | 4398010 |
| 12 | 12 | "Con quỷ Wendigo"                             | James L. Conway     | Edithe Swensen                                                 | 3 tháng 2 năm 1999   | 4398011 |
| 13 | 13 | "Nỗi sợ hãi vĩnh hằng"                        | Les Sheldon         | Tony Blake & Paul Jackson                                      | 10 tháng 2 năm 1999  | 4398012 |
| 14 | 14 | "Con người và những bí mật"                   | James A. Contner    | Constance M. Burge & Sheryl J. Anderson                        | 17 tháng 2 năm 1999  | 4398013 |
| 15 | 15 | "Có một con quỷ Woogy trong nhà phải không ?" | John T. Kretchmer   | Zack Estrin & Chris Levinson                                   | 24 tháng 2 năm 1999  | 4398014 |
| 16 | 16 | "Dù sao thì, đâu là Prue ?"                   | John Behring        | Javier Grillo-Marxuach                                         | 3 tháng 3 năm 1999   | 4398015 |
| 17 | 17 | "Tập phim về những năm thập niên 70"          | Richard Denault     | Sheryl J. Anderson                                             | 7 tháng 4 năm 1999   | 4398016 |
| 18 | 18 | "Khi thợ săn phù thủy trờ nên tốt"            | Kevin Inch          | Edithe Swensen                                                 | 28 tháng 4 năm 1999  | 4398017 |
| 19 | 19 | "Out of Sight" "Khoảnh khắc mù"               | Craig Zisk          | Tony Blake & Paul Jackson                                      | 5 tháng 5 năm 1999   | 4398018 |
| 20 | 20 | "Sức mạnh của bộ hai"                         | Elodie Keene        | Brad Kern                                                      | 12 tháng 5 năm 1999  | 4398019 |
| 21 | 21 | "Tình yêu đau đớn"                            | James Whitmore, Jr. | Chris Levinson & Zack Estrin & Javier Grillo-Marxuach          | 19 tháng 5 năm 1999  | 4398020 |
| 22 | 22 | "Lặp lại tất cả"                              | Les Sheldon         | Brad Kern & Constance M. Burge                                 | 26 tháng 5 năm 1999  | 4398021 |

## Chú giải
1. ↑  Correct title is "Go" not "Turn" per Comcast rebroadcast of episode ngày 14 tháng 1 năm 2009
2. ↑  "Out of Sight" aired under the title "Blind Sided" during reruns on TNT on ngày 5 tháng 11 năm 2009